# 真仁法親王
真仁法親王（1768年7月20日—1805年9月1日），俗名周翰，幼名時宮，是日本江戶時代中期及後期的法親王，生父母是閑院宮典仁親王及おさ，閑院宮美仁親王的異母弟與光格天皇的的異母兄。

## 履歷
時宮最初繼承妙法院，安永七年（1778年）七月成為桃園天皇的養子，次月接受親王宣下，賜名周翰，同年十月得度出家，法號真仁，至寬政七年（1795年）二月敘一品。同時，他在天明六年（1786年）八月到寬政七年十一月擔任天台座主，並在文化二年（1805年）八月去世，院號那羅延院，葬法住寺。